# Баран Петро Семенович
Отець Петро Баран (22 серпня 1904, Сушно, Радехівщина —  24 червня 1986, Винники) — український священник, діяч «Просвіти», багатолітній парох у Винниках (біля Львова).

## Життєпис
Початкова освіта — у рідному селі Сушно.
Середня освіта — у Львівській академічній гімназії.
Вища освіта — у Львівській Богословській Академії (1928—1933 р.).
1919–1925 — військова служба у Війську польському
1934–1946 — греко-католицький священник (1934 — 1938 — парох села Новий Витків (Старий Витків), Радехівщина). Підпільний священник. Член ОУН
1946–1986 — священник РПЦ.
Перша парохія — с. Новий Витків (Радехівщина). Діяч «Просвіти» (1935. був обраний головою читальні «Просвіти» у Новому Виткові).
1959–1986 — парох Святовоскресенської церкви (Винники).
В умовах московського православ'я намагався зберігати греко-католицький обряд. Неодноразово зазнавав переслідування КДБ. Помер у Винниках, похований на Винниківському цвинтарі.
24 серпня, рішенням 18-ї сесії ВМР було присвоєння звання «Почесний громадянин м. Винники» Барану Петру Семеновичу (посмертно).